# 闇の覚醒
「闇の覚醒」（やみのかくせい、原題: The Impossible Planet）は、イギリスのSFテレビドラマ『ドクター・フー』の第2シリーズ第8話。2006年6月3日に BBC One で放送された。本作は二部作の前編であり、次話「地獄への扉」は6月10日に放送された。
本作の舞台はブラックホールの恒久的静止軌道上に位置する惑星クロプ・トールである。惑星をドリルで調査する人間のグループがビーストと自称する存在に脅かされ、人間の基地で奴隷として使役されていたウードがビーストに精神を干渉され反乱を起こす。

## 制作
脚本家マット・ジョーンズは、マシュー・ジョーンズ名義で、7代目ドクターと Chris Cwej を取り上げた Virgin New Adventures の小説 Bad Therapy も執筆した。彼はラッセル・T・デイヴィスのチャンネル4のシリーズ Queer as Folk の脚本編集も務めていた。
エグゼクティブ・プロデューサーかつチーフライターのラッセル・T・デイヴィスは、脚本の初期草案はウードの役割をスリジーンと同種のラキシコリコファラパトリアス人で埋めていたと述べた。奴隷化された彼らは人類から自らを開放してくれると信じたビーストの覚醒を望む予定であった。デイヴィスは「奇妙な」という意味の odd との言葉遊びも意図してウード (Ood) という名前を選んだ。対応する Doctor Who Confidential のエピソードで、デイヴィスは初代ドクターの The Sensorites (1964) に登場したセンソライツの母星近くにウードが起源を持つとの考えを好み、両者に似た面があることを示唆した。これはシリーズ4「囚われの歌」で確定された。
クラシックシリーズでは地球以外の天体の採掘場が頻繁に登場したが、新シリーズでは本作が初めてとなった。デイヴィスは制作決定に賛同しなかった。ウードのマスクは人間のものと異なる位置に目があったため、演者はマスクに開いたピンプリックサイズの穴から外の様子を確認しなくてはならなかった。

### 配役
ビーストの声はガブリエル・ウールフが担当し、彼は4代目ドクターの「火星のピラミッド」（1975年）で破壊者スーテクも演じていた。ウードがビーストを呼称した名前の一つにサタンがあり、4代目ドクターもスーテクがデュポンの野獣やサタンといった数多くの異名で知られていると主張した。しかし、ウールフはエピソードが執筆・撮影された後にのみキャストされた。本来プロデューサーはビリー・パイパーの夫クリス・エヴァンスを本人役で登場させようと探していた。
ジェファーソン役のダニー・ウェブはオーディオ The Girl Who Never Was、The Dark Husband にも出演した。ザッカリー・クロス・フレイン役のショーン・パークスはかつてラッセル・T・デイヴィスが脚本を担当したBBCの2005年のドラマ『カサノバ』でデイヴィッド・テナントと共演していた。ウードの声を担当したサイラス・カーソンはかつて「地球最後の日」で様々な異星人の声を担当しており、 ウード役のポール・ケイシーは『ドクター・フー』と『秘密情報部トーチウッド』で数多くのモンスターを演じるベテランである。

## 放送と評価
当夜の視聴者数は594万人、ピーク時に678万人であったが、番組視聴占拠率は39.8%に達し、ドラマ Casualty に次いでその夜に2番目に高い視聴率を記録した。タイムヒスと視聴者を加算した最終視聴者数は632万人に達した。日本では2007年2月6日にNHK BS2で、2008年1月29日にNHK教育で放送された。2011年3月27日には LaLa TV で放送された。
本作と「地獄への扉」は「エルトン君の大冒険」と共に、2006年8月7日に通常版DVDとしてイギリスでリリースされた。日本では2007年5月23日に同じ組み合わせで特典映像 Doctor Who Confidential と共に発売された。
IGNのアフサン・ハクは本作に10段階評価で9.3をつけ、「極めて良い脚本と監督のエピソードで、ビジュアルが荘厳でサウンドも素晴らしい」と表現した。彼は「本作の大部分が映画『イベント・ホライゾン』のようなほどよく面白いB級映画を見ているように感じる」と綴ったものの、「十分な恐怖と魅力を備えていた」と考えた。デジタルスパイのデック・ホーガンは「本作がシリーズを良い調子に戻す」とした一方、ターディスを失うことについては低評価した。『SFX』のライターであるデイヴ・ゴールダーは、この二部作が『ドクター・フー』のドタバタや機転の水準および特異な視覚アプローチを放棄し、『スターゲイト』のようになったと感じた。彼は宇宙船の外見をばかばかしいと考えたものの、ゲストのキャスト、および特にテナントやパイパーを称賛した。本作について彼は「ミステリーの構成はとびきりペースが合い、好奇心をそそった。登場人物は非常に無駄なく肉付けされた。緊張感は実体的だった。悪役は危険に感じられた。そして悪の実存のアイデアはテレパシーで繋がる種族を支配し、新シリーズが対象とすべきSFに詳しくない視聴者にも合う、シンプルでテクノバブルのない良い堅実なサイエンスフィクションだった。ウードも、そういったデザインワークの大いなる1ピースだった。」と主張した。

## 大衆文化
2013年9月の National Geographic Daily News の記事で、ブラックホールを取り巻く惑星の議論の間に本作が言及された。